# Villa Matamoros
Villa Matamoros, oficialmente Mariano Matamoros, es una localidad del estado mexicano de Chihuahua, localizada al extremo sur del estado, cercana a la línea divisoria con el estado de Durango. Es la cabecera del municipio de Matamoros.

## Localización y población
Villa Matamoros está situada en las coordenadas 26°45′49″N 105°34′56″O / 26.76361, -105.58222 y a una altitud de 1,740 metros sobre el nivel del mar, se encuentra localizada a unos 22 kilómetros al sur de la ciudad de Hidalgo del Parral y a 39 al norte del límite de los estados de Chihuahua y Durango. Se comunica a través de la Carretera Federal 45 al norte con Parral y al sur con Durango, siendo la primera población de importancia en ese estado Ocampo.
Según los resultados del Conteo de Población y Vivienda de 2005 llevado a cabo por el Instituto Nacional de Estadística y Geografía, Villa Matamoros tiene una población de 2,256 habitantes de los cuales 1,107 son hombres y 1,149 son mujeres.

## Historia
Villa Matamoros tuvo el nombre inicial de San Isidro de las Cuevas y fue una sección municipal del municipio de Allende a cuya jurisdicción perteneció desde tiempos de la colonia, en 1847 fue incorporada al municipio de Hidalgo del Parral, y finalmente el 31 de julio de 1874 fue declarada cabecera municipal del nuevo Municipio de San Isidro de las Cuevas. El 8 de julio de 1922 un decreto del Congreso de Chihuahua le modifica su nombre, siendo a partir de ese momento el de Villa Matamoros, en honor del héroe de la Independencia de México Mariano Matamoros, además de dársele la categoría de Villa, brevemente entre 1931 y 1932 pasó a depender nuevamente del municipio de Parral al ser suprimido el de Matamoros, que pronto fue restituido, finalmente el 18 de noviembre de 1995 se le denominó oficialmente Mariano Matamoros, sin embargo sigue siendo mayormente conocida por el término Villa Matamoros.